# Rang (zoologique)
Pour les articles homonymes, voir Rang (taxinomie).
En nomenclature zoologique, un taxon est habituellement assigné à un rang dans une hiérarchie. Le rang plus important est l'espèce (species). Le second en importance est le genre (genus) : une espèce ne peut pas recevoir un nom zoologique sans être assignée à un genre. Le rang de troisième importance est la famille.
Le Code international de nomenclature zoologique divise les rangs en trois niveaux : « niveau famille », « niveau genre » et « niveau espèce ». Le CINZ dénomme ces rangs :

## Le niveau famille
superfamille
famille
sous-famille
tribu
sous-tribu

## Le niveau genre
genre
sous-genre

## Le niveau espèce
espèce
sous-espèce
Les règles du Code s'appliquent aux noms des rangs, depuis la superfamille jusqu'à la sous-espèce. Ils ne s'appliquent pas aux noms des rangs supérieurs à la superfamille. Dans le « niveau famille » des rangs supplémentaires sont permis, mais ils ne sont pas autorisés pour le « niveau genre » et le « niveau espèce ». 

## Noms zoologiques
- Un taxon de rang supérieur au niveau espèce a un nom d'un mot unique (il est uninominal). Il doit prendre une majuscule. (Art 4.1)
- Une espèce (un taxon au rang d'espèce) a un nom de deux mots (un binôme), le premier étant le nom générique et le second l'épithète spécifique (ou nom spécifique) : par exemple Panthera leo. Le nom générique doit prendre une majuscule ; l'épithète spécifique doit commencer par une minuscule (Art 5.1).
- Une sous-espèce a un nom de trois mots (un trinôme) un binôme suivi d'une épithète subspécifique (nom générique + épithète spécifique + (ou nom spécifique + épithète subspécifique). Par exemple Felis silvestris catus. Parce qu'il n'est qu'un seul rang au-dessous de l'espèce, et le seul rang avec un trinôme, il n'est pas besoin d'un terme de conjonction pour indiquer le rang (Felis silvestris catus et pas Felis silvestris sous-espèce catus).